# Пелых, Игорь Дмитриевич
И́горь Дми́триевич Пе́лых (укр. Ігор Дмитрович Пелих; 3 февраля 1974, Тернополь — 8 мая 2009, Киев) — украинский телеведущий, журналист и продюсер, радиоведущий, музыкант.

## Биография
Родился 3 февраля 1974 года в Тернополе.
Учился в тернопольской средней школе № 18, после 8 класса школы окончил профессионально-техническое училище, где выучился на мастера по ремонту обуви, некоторое время работал на фабрике.
В 1989 году участвовал в создании в Тернополе молодёжного самодеятельного общества «Вертеп», затем входил в Союз украинской молодежи, а ещё позже — в УНА-УНСО. Занимался вольной борьбой.
С 1993 года по 1998 год играл на бас-гитаре в рок-группе «Nameless», был организатором в Тернополе музыкального фестиваля «Нівроку».
В Тернопольской областной государственной радиокомпании создал и вёл молодёжную музыкальную программу «Весёлый Роджер», потом перешёл вместе с программой на первую в городе FM-станцию «Радио „Тернополь“», где работал до 1998 года.
С 1998 года по 1999 год работал диджеем на киевском «Радіо Столицi».
В 1999 году начал работать в телекомпании «1+1», где вместе с будущей супругой Александрой Лозинской вёл программу «Не все дома».
С 1999 года по 2004 год учился в Институте журналистики Киевского национального университета имени Тараса Шевченко.
С 2000 года — администратор сайта телеканала ICTV. Позже стал ведущим телепередач «Галопом по Европам» (туристическая программа на ICTV), «На свою голову» (городской квест на ICTV), «Такси» (интеллектуальное шоу на телеканале «Сити»), «Лабиринт» и др.
В 2003 году получил премию «Телетриумф» в номинации «лучший ведущий развлекательных программ» на украинском телевидении.
В 2005 году основал студию «Рога і копыта продакшн» и стал её генеральным продюсером.
С конца 2008 года начал вести «ДСП-шоу» на радиостанции «Европа Плюс».
Погиб на 36-м году жизни 8 мая 2009 года около 5 часов утра в результате ДТП в Киеве на проспекте Победы, 82. Похоронен на Байковом кладбище.

## Музыка
- «Nameless» бас-гитарист

## Телевидение
1+1
- «Не все дома»

ICTV
- «Галопом по Европам»
- «На свою голову»
- «Лабиринт»

Сити
- «Такси»

## Радио
- «Весёлый Роджер» (Тернопольская гос. радио-компания)
- «Весёлый Роджер» (Радио «Тернополь»)
- «Радіо Столицi»
- «ДСП-шоу» («Европа Плюс»)